# Sphaerodactylus poindexteri
Sphaerodactylus poindexteri es una especie de gecos de la familia Sphaerodactylidae.

## Distribución geográfica
Es endémica de Útila, en las islas de la Bahía (Honduras).

## Estado de conservación
Se encuentra amenazada por la pérdida de su hábitat natural.